# Oekraïense presidentsverkiezingen 2019
De Oekraïense presidentsverkiezingen van 2019 werden op 31 maart (eerste ronde) en 21 april (tweede ronde) gehouden volgend op een besluit van de Verchovna Rada. In de lente van 2019 kwam er namelijk een einde aan de eerste ambtstermijn van de Oekraïense president Petro Porosjenko, die ook kandidaat was.

## Kandidaten
Kandidaten konden zich aanmelden tot en met 3 februari 2019 en dienden daarbij 2,5 miljoen hryvnia (ongeveer 80.000 euro) te betalen als onderpand. In totaal hadden er zich zo'n 44 belangstellenden verkiesbaar gesteld. Vijf kandidaten trokken zich later terug.

## Eerste ronde, 31 maart 2019
| Kandidaat                                            | %     | Stemmen    |
| ---------------------------------------------------- | ----- | ---------- |
| Volodymyr Zelensky                                   | 30,24 | 5.713.825  |
| Petro Porosjenko                                     | 15,95 | 3.014.538  |
| Joelia Tymosjenko                                    | 13,40 | 2.532.230  |
| Joerij Bojko                                         | 11,67 | 2.205.974  |
| Anatolij Gritsenko                                   | 6,91  | 1.306.411  |
| Igor Smesjko                                         | 6,04  | 1.141.302  |
| Oleg Ljasjko                                         | 5,48  | 1.035.944  |
| Oleksandr Vilkoel                                    | 4,15  | 784.246    |
| Roeslan Kosjoelynsky                                 | 1,62  | 307.240    |
| Totaal:                                              |       | 18.893.879 |
| 1,18% van de kiezers stemde op geen enkele kandidaat |       |            |

Uitslag eerste ronde - winnaar per district

De eerste ronde van de verkiezingen vond plaats op 31 maart 2019. Zoals verwacht resulteerde deze in een race tussen de kandidaten Petro Porosjenko en Volodymyr Zelensky, waarbij laatstgenoemde met een grote voorsprong op de eerste plaats eindigde. De opkomst bedroeg ongeveer 65%.
Er was sprake van een sterke geografische differentiëring tussen de aanhang van beide winnaars. Zelensky's grootste aanhang bevond zich in het centrum en zuiden van Oekraïne en de grootste aanhang van Porosjenko bevond zich in Kiev, het westen en zuiden van het land.

## Tweede ronde, 21 april 2019

Uitslag tweede ronde - winnaar per district

| Kandidaat                                            | %     | Stemmen    |
| ---------------------------------------------------- | ----- | ---------- |
| Volodymyr Zelensky                                   | 73,22 | 13.541.528 |
| Petro Porosjenko                                     | 24,45 | 4.522.320  |
| Totaal:                                              |       | 18.491.837 |
| 2,31% van de kiezers stemde op geen enkele kandidaat |       |            |